# باتشوكا
باتشوكا (بالإسبانية: Pachuca)، والمعروفة رسميا باسم باتشوكا دي سوتو Pachuca de Soto، هي عاصمة ولاية هيدالغو المكسيكية وأكبر مدينة فيها. وهي تقع في الجزء الجنوبي الأوسط من الولاية. Pachuca de Soto هو أيضًا اسم البلدية التي تتخذها المدينة مركزا لها. تقع باتشوكا على بعد 90 كم (56 ميل) من مكسيكو سيتي عبر الطريق السريع الفيدرالي المكسيكي 85.  لا يوجد اتفاق حول أصل اسم باتشوكا. وقد تم تتبع أصل الكلمة إلى pachoa (مضيق؛ مدخل)، Pachoacan (مكان الحكومة؛ مكان الفضة والذهب)، patlachuican (مكان المصانع؛ مكان الدموع). 
الاسم الرسمي لباتشوكا هو باتشوكا دي سوتو تكريما لعضو الكونغرس مانويل فرناندو سوتو، الذي نسب له الفضل في تأسيس ولاية هيدالغو.  يأتي لقبها "La bella airosa" (المدينة الجميلة ذات الهواء الطلق) من الرياح القوية التي تهب في الوادي من خلال الأخاديد إلى الشمال من المدينة.  تُعرف باتشوكا في لغة أوتومي الأصلية باسم نجونثي.  كانت المنطقة مأهولة بالسكان منذ زمن طويلة، وبدأ التعدين الذي اشتهر به باتشوكا في منتصف القرن السادس عشر، خلال فترة الحكم الاستعماري الإسباني، على أن مناجم السبج الأخضر كان معروفة قبلها.
ظلت باتشوكا مركزًا رئيسيًا للتعدين حتى منتصف القرن العشرين، وكانت ثروة المدينة تتأثر صعودًا وهبوطًا بقطاع التعدين. في منتصف القرن العشرين، دفع الانكماش الكبير في التعدين المدينة إلى تغيير أساس اقتصادها إلى الصناعة، مما أدى إلى تجديد جامعة أوتونوما دي هيدالغو. لا يشكل التعدين اليوم سوى جزء ضئيل من اقتصاد البلدية. ] إحدى الجوانب الثقافية التي تتميز بها باتشوكا هو تأثير عمال المناجم الكورنيين الذين هاجروا إلى هنا في القرن التاسع عشر. العديد من أحفادهم يبقون في باتشوكا وفي ريال ديل مونتي القريبة، بالإضافة إلى تأثير كرة القدم فيها وطبق المعجنات الكورني. 